# صادقي بك

تظهر اللوحة أحد أولاد مقيدًا إلى شجرة لأنه غير موثوق به بعد مساعدة رستم، البطل الأسطوري في الملاحم. تعكس هذه اللوحة تغييراً أسلوبياً في أعمال صادق بيك الفنية.

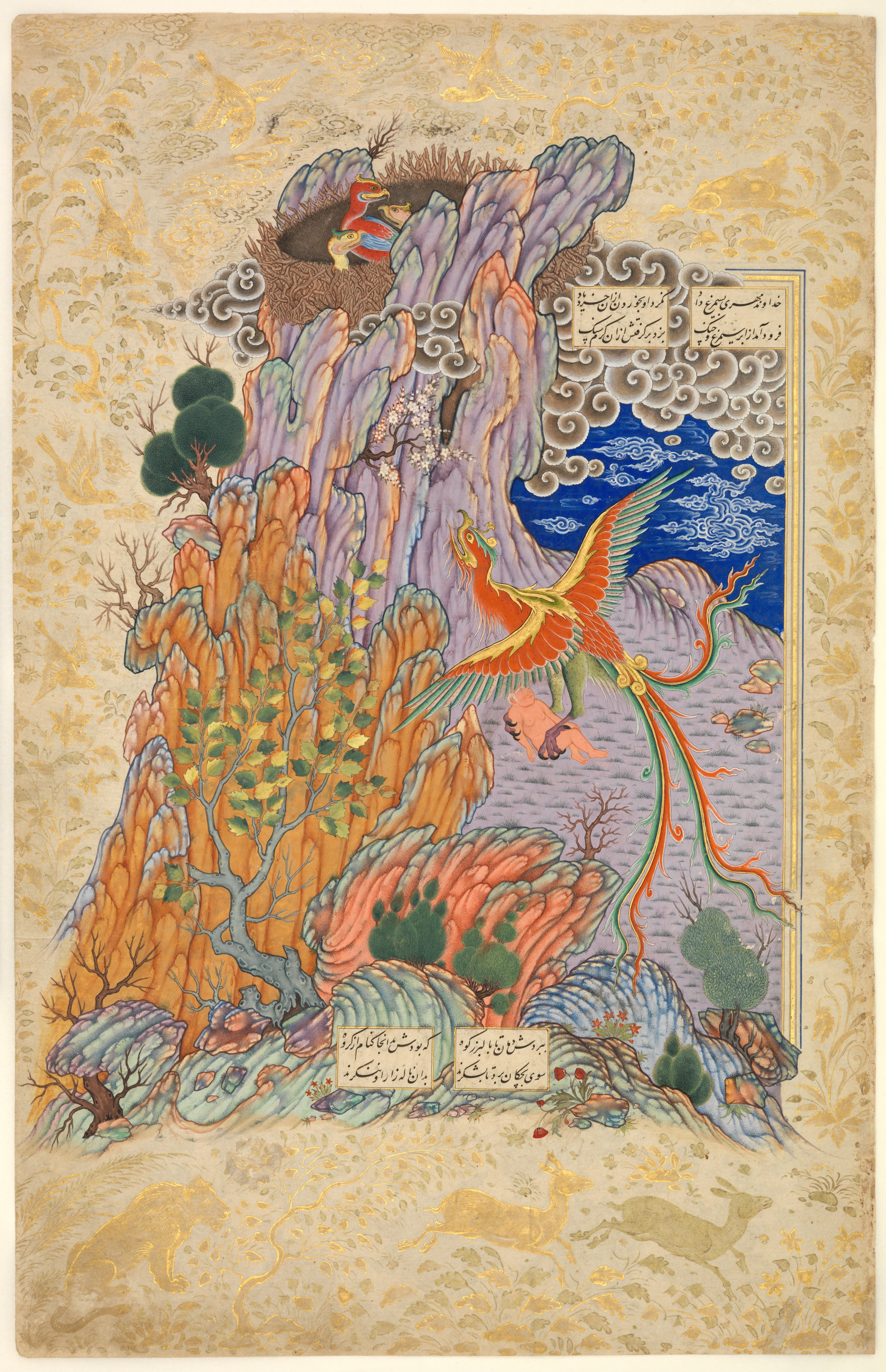
إنقاذ زال على يد السيمورغ. منمنمة من الشاهنامة (كتاب الملوك) بتكليف من الشاه عباس الأول. محفوظة في مكتبة تشيستر بيتي

صادق بك ، المعروف أيضًا باسم صادق بك أفشار، كان رسامًا وشاعرًا وكاتب سيرة ذاتية ورسامًا وجنديًا ومُنمنمًا فارسيًا في العصر الصفوي. وُلد في تبريز حوالي عام 1533، وقضى عددًا من السنوات كدرويش متجول قبل أن يستقر في قزوين حيث شغل عدة مناصب في البلاط الملكي. وفي نهاية المطاف، فُصل من منصبه في المكتبة الملكية في عام 1596، وقضى سنواته الأخيرة مركّزًا على كتاباته الخاصة قبل وفاته في أصفهان في عام 1610.

## الخلفية
وُلِد صادق بك في تبريز، العاصمة التاريخية للدولة الصفوية، في قبيلة خدابندلو التركمانية في عام 1533 م الموافق 940 هـ. كان ينتمي إلى سلالة بارزة من الجنود الأتراك الذين هاجروا من سوريا لدعم الشاه إسماعيل الذي أسس السلالة الصفوية في عام 1501. اغتيل والده عندما كان صادقي صغيرًا، وعلى الرغم من تاريخ عائلته النبيلة، إلا أنه ترك دون ميراث. ونتيجة لذلك، أمضى صادقي بك سنوات عديدة كدرويش متجول قبل أن يقرر ممارسة الفن والشعر في سن 32. انتقل إلى قزوين في عام 1568 وطلب من تلميذه وابن أخيه مظفر علي، الذي يُقال إنه رسام شخصيات مميز، أن يعلمه أسلوب الفنان المعروف سابقًا بهزاد.

## التعيينات الملكية
دُعي صادقي بك في البداية للخدمة تحت حكم الشاه إسماعيل الثاني الذي دام حكمه القصير من عام 1576 إلى عام 1577. بعد هذا التعيين الملكي القصير، وبينما كان السلطان محمد خوادباندا في السلطة من عام 1577 إلى عام 1587، غادر قزوين للقتال في معركة أستاراباد (حوالي عام 1581). وبعد المعركة أقام في المدن الإيرانية همدان ولاهيجان ويزد.
ظل غائبًا عن البلاط الملكي طوال حكم محمد خدابنده، من عام 1576 إلى عام 1588، وخلال هذا الوقت ركز على الأعمال المكونة من صفحة واحدة بدلًا من المخطوطات واسعة النطاق. وفي نهاية المطاف، عندما تولى الشاه عباس الأول السلطة في عام 1581، عاد صادقي إلى البلاط وأصبح رئيس المكتبة الملكية في قزوين. كان يحظى بتقدير كبير من الشخصيات الملكية، لكن زملائه في البلاط لم يحبوه، وطُرد من المكتبة في عام 1596. ومع ذلك، وعلى الرغم من فقدانه لهذا الدور، فقد احتفظ باللقب الرسمي والراتب واستشار الشاه عباس الأول بانتظام بشأن المخطوطات وغيرها من الموضوعات الملكية لبقية حياته.

## الرسم
لا تزال العديد من القطع المنسوبة إلى صادقي بك محفوظة في المتاحف الحديثة والمجموعات الخاصة، وغالبًا ما تتميز أعماله بألوانها الفريدة وملامحها المميزة وموضوعاتها الجامدة. وقد أنجز العديد من أشهر رسوماته أثناء عمله في البلاط الملكي، وأشرف على إنشاء العديد من المجلدات الملكية المهمة. قبل حكم الشاه إسماعيل الثاني، ساهم بلوحة واحدة في نسخة من كتاب غرشاسبناما للأسدي بتكليف من الحاكم الصفوي طهماسب. وبعد هذه القطعة، قام بتوضيح المزيد من المخطوطات الملكية للحكام اللاحقين.
ساهم بشكل كبير في شان نامه شاه إسماعيل الثاني، ويُنسب إليه الفضل في إنشاء سبع من لوحاتها الباقية. وبالمثل، رسم ثلاث قطع لشاناما كبيرة كلف بها الشاه عباس الأول. وقد بقيت هذه النسخة جزئيًا في مكتبة تشيستر بيتي في دبلن، على الرغم من أنها لا تزال غير مكتملة وتفتقد عدة صفحات. بالإضافة إلى رسومه التوضيحية للمخطوطات، ينسب المؤرخ الصفوي إسكندر بك منشي إلى صادقي بك جميع الرسومات في القصر الملكي لقزوين والعديد من اللوحات في قاعة التجمع في تشيهل ستون.
في عام 1593، وقبل مغادرته وظيفته الملكية، كُلف صادقي بيك شخصيًا برسم وتصوير نسخة من كتاب "أنوار سهيلي" لكاشفي. يتضمن المجلد 107 رسومات، ربما كانت كلها من رسم صادقي نفسه، وهو يوضح استثماره الشخصي في الفنون. وينسب بعض العلماء مثل ب. و. روبنسون هذه المنمنمات إلى صادقي حصريًا، على الرغم من أن آخرين، مثل باسيل جراي، يعتقدون أنها تنتمي إلى العديد من الفنانين. ومع ذلك، فمن المرجح أنه كُلف بهذا العمل بأموال شخصية. المخطوطة الموجودة في مجموعة ماركيز بوت [الإنجليزية]، مكتوب عليها "صادقي بك، نادر العصر، ماني الثاني، بهزاد العصر".
عُرف أيضًا بترويجه لـ"أسلوب الرسم الخطي الإيراني". تتجلى هذه الطريقة في أعمال مثل "التنين والسحب " (حوالي عام ١٦٠٠) المعروضة حاليًا في متحف متروبوليتان للفنون. لا تزال نماذج من أعمال صادقي محفوظة في العديد من المتاحف والمجموعات الخاصة، وهي أمثلة قيّمة للغاية من أعمال العصر الصفوي. في عام 1996، بِيعَت منمنمة الغواش على ورق الذهب: صورة لامرأة شابة تجلس على صخرة (باللاتينية: Portrait d'une jeune femme assise sur un rocher) وهي تعود إلى عام 1590، المنسوبة إلى صادقي، في مزاد في باريس مقابل 80.000 فرنك فرنسي (15.792 دولارًا أمريكيًا؛ 12.604 يورو؛ أو 10.301 جنيهًا إسترلينيًا).

## الكتابات
كانت اللغة الأم لصادقي هي اللغة الجغتائية، إلا أنه كان يتقن لغتين أدبيتين تركيتين إضافيتين. ويعتبر كتاب مجمع الخواص من أهم أعماله المكتوبة، وهو يقدم لمحات عن سيرة بعض كبار الشعراء والفنانين والخبراء في ذلك العصر.  كان هذا العمل مستوحى من الشعراء الأتراك علي شير نافعي، وباقي، وفضولي، وهو يتضمن سيرة ذاتية لـ 330 شاعرًا إلى جانب عينات من أعمالهم. علاوة على ذلك، ينقسم مجمع الخواص إلى ثمانية أقسام ويتضمن تفاصيل عن الحكام المعاصرين ورجال الدولة الأتراك والشعراء الفرس.
بالإضافة إلى هذه القطعة، كتب كتابه الشهير "قانون الصور" بين عامي 1576 و1602. هذا العمل أطروحة في تقنيات الرسم نُشرت بالشعر الفارسي، ويُقال إنه "رسم آلافًا من اللوحات الرائعة". تُعدّ كتابات صادقي بيك أداةً مهمةً لتفسير لوحات المنمنمات الفارسية التاريخية، إذ يُفصّل الأساليب ويُقدّم إرشاداتٍ لصنع الفن. استلهم أسلوبه في الكتابة الفارسية من الفنانين الفرس الكلاسيكيين، بمن فيهم خاقاني، وظهير، وكمال الدين إسماعيل، وسعدي الشيرازي. ومن الغريب أن المؤرخين لاحظوا أنه تجنب السياسة من خلال الامتناع عن استخدام الطوائف الدينية للإشارة إلى تقنيات مختلفة في فنه، كما استخدم الأساليب الكلاسيكية أثناء انتقاد الممارسات المعاصرة.